# Live In San Francisco
Live In San Francisco es el tercer álbum en vivo de la banda de thrash metal Megadeth en esta se aprecia su presentación en la ciudad de San Francisco durante lo que fue su gira Countdown To Extinction Tour.
Cabe destacar que este materia fue publicado durante el 20 aniversario del álbum Countdown To Extinction en el año 2012.

## Lista de canciones
| N.º     | Título                            | Escritor(es)            | Duración |  |
| 1.      | «Holy Wars... The Punishment Due» | Dave Mustaine           | 6:42     |  |
| 2.      | «Skin o' My Teeth»                | Mustaine                | 3:54     |  |
| 3.      | «Wake Up Dead»                    | Mustaine                | 3:38     |  |
| 4.      | «Hangar 18»                       | Mustaine                | 4:52     |  |
| 5.      | «Countdown to Extinction»         | Mustaine                | 4:20     |  |
| 6.      | «Foreclosure of a Dream»          | Mustaine/David Ellefson | 4:18     |  |
| 7.      | «This Was My Life»                | Mustaine/David Ellefson | 3:44     |  |
| 8.      | «Lucretia»                        | Mustaine/Marty Friedman | 3:42     |  |
| 9.      | «Sweating Bullets»                | Mustaine                | 4:28     |  |
| 10.     | «In My Darkest Hour»              | Mustaine/David Ellefson | 5:42     |  |
| 11.     | «The Conjuring»                   | Mustaine                | 5:07     |  |
| 12.     | «Tornado of Souls»                | Mustaine                | 5:20     |  |
| 13.     | «Ashes in Your Mouth»             | Mustaine                |          |  |
| 14.     | «Symphony of Destruction»         | Mustaine                | 4:13     |  |
| 15.     | «Peace Sells»                     | Mustaine                | 4:12     |  |
| 16.     | «Anarchy In The U K»              | Sean Harris             | 3:04     |  |
| 1:25:57 |                                   |                         |          |  |

## Integrantes
- Dave Mustaine - guitarra, voz
- Marty Friedman - guitarra
- David Ellefson - bajo
- Nick Menza - batería